# Man Arenas
Man Arenas (25 de abril de 1966), nacido Jacinto Manuel Arenas es un artista plástico al igual que un diseñador de producción y un director artístico de cine de animación. Ha trabajado como diseñador de producción para varios estudios europeos y americanos . Nació en Bruselas, Bélgica, y vive en Llanes, España.

## Biografía
Man Arenas comenzó su carrera en Bruselas en 1988, trabajó  para la compañía de animaciónSEP sobre el desarrollo de varias series de animación. Desde entonces, trabaja para empresas tales como Warner Bros., A. Film A /S, Thilo Rothkirch Cartoon Fil, Vanguard Animation
- o Studio SOI,
_ creando los visuales para películas de animación como Hjælp! Jeg er en fisk , Space Chimps o La Estrella de Laura.
Man Arenas también desarrolla una carrera como autor de novela gráfica iniciada en los años noventa en la revista Le Journal de Spirou.

## Premios y nominaciones
- 2012. Premio Haxtur a la Mejor Portada por Yaxin. El fauno Gabriel en el Salón Internacional del Cómic del Principado de Asturias-España
- Nominado
- 2012. Premio Haxtur al Mejor Dibujo por Yaxin. El fauno Gabriel en el Salón Internacional del Cómic del Principado de Asturias-España